# Don't Chain My Heart
Don't Chain My Heart è un brano del gruppo musicale rock dei Toto, primo singolo estratto dall'album Kingdom of Desire.

## Il disco
Fu il primo brano ad essere scritto da tutti i componenti della band, fra il 19 e 20 agosto del 1991, e come singolo ebbe un buon successo commerciale, tanto da posizionarsi trentesimo nella Billboard Hot 100. Il brano segna anche il doppio ruolo svolto da Steve Lukather, che oltre ad essere chitarrista, stufo dei continui cambiamenti di cantante, decide di registrare Kingdom of Desire e i seguenti album come cantante principale, Steve infatti sarà voce primaria dei Toto dal 1992 al 1997. Fu suonato per la prima volta in anteprima live a Montreux, nel 1991, versione che è possibile ascoltare nel rispettivo album pubblicato nel 2016 Live At Montreux 1991. 
Nella registrazione del brano possiamo trovare Philip Ingram, Fred White, Alex Brown e Angel Rogers, nel ruolo di voci secondarie, quasi tutti coloro che incisero questo pezzo compaiono nel videoclip, tranne Steve Porcaro, che pur non facendo più parte della band registrò tutto Kingdom of Desire.

## Videoclip
Il video è come una sorta di specchio diviso a metà, su una facciata è presente la band che si esibisce in un appartamento, sull'altra è presente la band ripresa in vari tour dei primi anni novanta. Nella parte dello specchio dove, nell'appartamento, si esibisce la band, non vi è presente il batterista Jeff Porcaro scomparso poco prima della realizzazione del filmato.

## Tracce
1. Don't Chain My Heart
2. Jake To the Bone

## Il B-SideJake To the Bone
Il B-Side di Don't Chain My Heart era Jake To the Bone, un brano strumentale di sette minuti (anche questo compreso in Kingdom of Desire), inizialmente Steve Lukather aveva scritto un testo per Jake To the Bone, da far cantare a Roger Waters, storico bassista e cantante dei Pink Floyd, che era nello studio a fianco a quello dei Toto, per registrare il suo album solista Amused to Death. Dinanzi al rifiuto di quest'ultimo per i troppi impegni da svolgere, si decise di incidere il brano solo strumentalmente.

## Formazione
- Steve Lukather - chitarra elettrica e voce primaria
- Philip Ingram - voce secondaria
- Fred White - voce secondaria
- Alex Brown - voce secondaria
- Angel Rogers - voce secondaria
- David Paich - tastiera e voce secondaria
- Steve Porcaro - tastiera (non compare nel videoclip)
- Mike Porcaro - basso elettrico
- Jeff Porcaro - percussioni

## Classifiche
| Classifica (1992) | Posizione massima |
| ----------------- | ----------------- |
| Finlandia         | 11                |
| Francia           | 35                |
| Norvegia          | 8                 |
| Paesi Bassi       | 12                |
| Svezia            | 9                 |
| Svizzera          | 38                |